# Natalia Sumska
Natalia Sumska (în ucraineană Наталя Сумська) este o actriță ucraineană de teatru și film, gazdă a unor emisiuni de televiziune. A primit Premiul Național Șevcenko în 2008 și titlul de Artist al Poporului din Ucraina (2000).

## Biografie
Sumska s-a născut pe 22 aprilie 1956 în satul Katiujanka din regiunea Kiev într-o familie de actori. Tatăl ei a fost Viaceslav Hnatovîci Sumski, Artist al Poporului din RSS Ucraineană (1981),  și mama ei - Hanna Opanasenko-Sumska, Artistă Emerită a Ucrainei. Natalia a locuit împreună cu părinții ei în regiunea Liov până la vârsta de 10 ani. În 1977 Sumska a absolvit Institutul de Stat de Artă Teatrală Karpenko-Karyi din Kiev. În același an, ea a devenit actriță la Teatrul Dramatic Național Ivan Franko.
În anul 2000 a devenit laureată a Premiului național de teatru „Kyiv pektoral” (pentru rolul Mașa din piesa Trei surori a lui Cehov).
Începând din anul 2003 lucrează simultan pentru Inter TV Networks. Acolo ea a prezentat talk-show-ul Momentul cheie care a fost întrerupt de Inter în 2010.
În 2008 Sumska a primit Premiul Național Șevcenko și a fost numit Kieveanul anului.

### Viața personală
Natalia Sumska are o soră mai mică, Olha, care este, de asemenea, actriță.
Este căsătorită cu un coleg actor, cu care are o fiică și un fiu.

## Spectacole teatrale
- Eneida (Kotlearevski) - Didona
- Vassa Jelieznova (Gorki) - Liudmila
- Cioara albă (Rîbcinski) - Ioana D'Arc
- Blez (Manie) - Mari
- Senior from higher world - Fiorella și Matilda
- Kin IV - Anna
- Pigmalion - Eliza Doolittle

## Filmografie
- Karmeliuk - Maria
- Natalka Poltavka - Natalka
- Mountains smoke - Maria
- For home fire - Iulia Șablînska
- Dudaryks - Hrîstîna
- Frontiera de stat - Maria

## Legături externe
- Profile on Inter
- Interview to ladyjob.com.ua
- Sumska as a guest at the National Radio Company in Ukraine
- Sumska gives a press-conference in Kremenchuk (April 2010).
- Review of a play Senior from a higher world in Vinnytsia February 2004 Arhivat în 17 iulie 2011, la Wayback Machine. uc

- Interview to newspaper Simya Arhivat în 3 martie 2012, la Wayback Machine.